# Holobomolochus scutigerulus
Holobomolochus scutigerulus är en kräftdjursart som först beskrevs av C. B. Wilson 1935.  Holobomolochus scutigerulus ingår i släktet Holobomolochus och familjen Bomolochidae. Inga underarter finns listade i Catalogue of Life.